# Harold Heath
Pour les articles homonymes, voir Heath.
Harold Heath était un malacologiste américain, né le 5 juin 1868 à Vevay (Indiana) et mort le 22 avril 1951 à Pacific Grove, Californie.

## Biographie
Harold Heath fait ses études à l'université wesleyenne de l'Ohio où il obtient son Bachelor of Sciences, puis à l’université de Pennsylvanie où il obtient son Master of Sciences et son Ph. D. (1898). Sa thèse, publiée l’année suivante, porte sur le développement de l’Ischnochiton. Heath devient assistant en zoologie à l’université Stanford (1894), puis professeur (1909-1933). Il est enfin le directeur scientifique du muséum de Pacific Grove. Heath participe à l’expédition à bord de l’U.S.S. Albatross au Japon et en Alaska. En 1911, il participe aussi à l’expédition au Brésil de John Casper Branner (1882-1921).
Il fait paraître The Anatomy of the Pelecypod Family Arcidae (1941) et de nombreux publications sur les Solenogastres. Outre de nombreuses espèces, deux genres lui ont été dédiés : Heathilla par Harold Briggs Hannibal (1889-1965) et Heathia par Johannes Thiele (1860-1935).

## Source
- Robert Tucker Abbott (1974). American Malacologists. A National Register of Professional and Amateur Malacologists and Private Shell Collectors and Biographies of Early American Mollusk Workers Born Between 1618 and 1900, American Malacologists (Falls Church, Virginie) : iv + 494 p.  (ISBN 0-913792-02-0)